# Полоз, Стивен
Сти́вен По́лоз (англ. Stephen Poloz; род. 1956, Ошава, Онтарио, Канада) — управляющий Банка Канады (2013—2020).

## Биография
Канадский украинец в третьем поколении.
В 1978 году получил степень бакалавра в Университете Куинс, специализировался в области экономики. Магистерскую степень (в 1979) и PhD (в 1982 году) получил в Университете Западной Онтарио.
С 1981 по 1995 работал в Банке Канады.
С 1999 в Export Development Canada (экспортно-кредитное агентство Канады), в 2010 его возглавил.
С июня 2013 года по июнь 2020 управляющий Банка Канады.